# Automotrice SV ADn 800
Con ADn 800 (o anche AD 800) si indica un gruppo di automotrici prodotte dalle Officine Meccaniche della Stanga (OMS) di Padova per conto della Società Veneta (SV) ed impiegate per il trasporto passeggeri su alcune ferrovie in concessione come la Adria-Mestre e la Udine-Cividale.

## Storia
Nell'ambito dell'ammodernamento dei servizi ferroviari e agevolata dai finanziamenti della legge 1221/1952, la Società Veneta ordinò alle OMS cinque automotrici endotermiche che furono rese disponibili tra il 1957 e il 1958.
Le OMS si avvalsero della collaborazione della Fiat. Questa progettò e realizzò carrelli e motori, mentre la società padovana costruì la cassa.
Dato il buon successo dei primi cinque esemplari, la SV ne ordinò altri quattro la cui consegna fu completata nel 1961. Furono classificati come ADn 801-809: le prime tre unità furono assegnate alla linea Udine-Cividale, mentre le altre cinque furono utilizzate sulla Adria-Mestre.
Con la riorganizzazione del gruppo SV, nel 1981 entrarono nel parco rotabili delle Ferrovie del Nord-Est (FNE) e in seguito in quello delle gestioni commissariali che assunsero l'esercizio delle due linee tra il 1986 e il 1997.
Negli anni novanta, l'unità 805 fu spostata sulla Udine-Cividale, ma, necessitando di restauri, fu in seguito demolita. Nel corso del 1998, lo stesso destino spettò alle automotrici 804, 806, 807, 808 e 809 della Adria-Mestre. Di conseguenza, gli unici esemplari in esercizio rimasero quelli della Udine-Cividale che furono impiegati fino al 2007 dalle società che si avvicendarono nella gestione della linea: le Ferrovie dello Stato, la Sistemi Territoriali e la Società Ferrovie Udine-Cividale (FUC).
Per festeggiare i 125 anni dall'inaugurazione della ferrovia, l'unità 803 fu restaurata e rimessa in ordine di marcia nel giugno 2011. L'Ufficio speciale trasporti a impianti fissi (USTIF) concesse alla FUC il permesso di far circolare l'automotrice sulla linea Udine-Cividale per un anno; permesso che fu rinnovato nel luglio 2012. Il 6 gennaio 2014, in occasione dell'Epifania, fu utilizzata per il servizio passeggeri regolare. L'anno seguente, fra il 3 e l'11 ottobre, fu impiegata sui binari del Porto Vecchio di Trieste per un servizio a spola fra il Magazzino 26 e il Molo IV in occasione della Barcolana. Fu utilizzata l'ultima volta il 3 aprile 2016, sostituendo il materiale ordinario nelle corse passeggeri del mattino; in tale occasione, fu rilevato un problema al carrello che limitò la velocità massima sulla linea. Di conseguenza, l'automotrice non fu sottoposta al collaudo annuale nei mesi seguenti. Il 9 maggio 2019 fu esposta come materiale storico nel corso dell'inaugurazione delle nuove officine InRail a Udine.
Nel giugno dello stesso anno, l'unità 801 fu posizionata presso un binario della stazione di Resiutta, sul tracciato dismesso della ferrovia Pontebbana, in quanto donata dalla FUC all'attività di ristorazione che aveva precedentemente riqualificato l'impianto. L'automotrice fu restaurata e fu modificata per consentire la consumazione di prodotti al suo interno, costituendo una sala del locale.

## Caratteristiche tecniche
Si tratta di un'automotrice con motore Diesel lunga 20,10 m e con un'altezza massima di 3,525 m. Il peso in ordine di marcia è di 31 t.
La cassa, in metallo, si presenta esternamente con un frontale tondeggiante ed una colorazione blu e bianco avorio, con due fasce rosse sopra e sotto la finestratura. Internamente, è dotata di un vestibolo centrale che divide i due scompartimenti: uno a quattro moduli per trentadue posti a sedere e l'altro a cinque moduli per quaranta posti a sedere. Un sesto modulo è impiegato come scompartimento bagaglio e postale il quale è dotato di porte scorrevoli ad entrambi i lati. Ogni estremità della cassa ha la cabina di guida, ognuna delle quali ha una porta d'accesso esterna sul lato sinistro. In origine, come intercomunicante di servizio, era presente anche una portiera frontale, a battente.
I carrelli sono di costruzione Fiat, analoghi a quelli utilizzati per le ALn 668 delle FS, per cui sono dotati di due stadi di sospensione: il primario, a molle cilindriche, e quello secondario, formato da una coppia di molle a balestra su ciascun lato.
Il motore, anch'esso costruito dalla Fiat, è unico ed è simile a quello utilizzato nelle ALn 64 e nelle RALn 60: Diesel del tipo 700, ad aspirazione naturale e con sei cilindri orizzontali in linea, in grado di sviluppare una potenza di 147 kW. La trasmissione è di tipo idraulico con cambio OM tipo DF 1,15 a doppia rotazione il quale è stato costruito su licenza della Svenska Rotor Maschiner.
Le automotrici sono dotate dell'apparato per il comando in multipla.